# 悪魔はいつもそこに
『悪魔はいつもそこに』（原題:The Devil All the Time）は、2020年に配信されたアメリカ合衆国のスリラー映画である。監督はアントニオ・カンポス、主演はトム・ホランドが務めた。本作はドナルド・レイ・ポロックが2011年に上梓した小説『The Devil All the Time』を原作としている。

## 概略
オハイオ州ノッケンスティフ。アーヴィン・ラッセルは自分とその家族を守るべく、亡き父にまつわるトラウマを克服しようとしていた。そんなアーヴィンの周りに邪悪な者たち―強盗で生計を立てるカップル、腐敗した保安官、俗世の欲にまみれた牧師―が集ったとき、世にもおぞましい惨劇が引き起こされてしまう。

## キャスト
※括弧内は日本語吹き替え。
- アーヴィン・ラッセル - トム・ホランド（榎木淳弥）
  - 9歳のアーヴィン・ラッセル - マイケル・バンクス
- ウィラード・ラッセル - ビル・スカルスガルド（田村真）
- サンディ・ヘンダーソン - ライリー・キーオ（木村香央里）
- カール・ヘンダーソン - ジェイソン・クラーク（関口雄吾）
- リー・ボーデッカー保安官 - セバスチャン・スタン（白石充）
- シャーロット・ラッセル - ヘイリー・ベネット（生田ひかる）
- レノラ・ラファーティ - エリザ・スカンレン（花園愛美）
  - 子供時代のレノラ・ラファーティ - エヴァー・エロワーズ・ランドラム
- ヘレン・ハットン - ミア・ワシコウスカ（木村涼香）
- プレストン・ティーガーディン牧師 - ロバート・パティンソン（櫻井孝宏）
- ロイ・ラファーティ - ハリー・メリング（玉木雅士）
- テイター・ブラウン - ダグラス・ホッジ
- セオドア - ポーキー・ラファージ（村井雄治）
- ナレーター - ドナルド・レイ・ポロック（石田圭祐）
- その他の日本語吹き替え出演者 -  宮崎敦吉、松嶋潤、露崎亘、伊藤亜祐美、新祐樹、谷口誠太郎、篠原彰宏、城戸まどか

## 日本版スタッフ
- 字幕翻訳　山田恵子
- スタジオ - Glovision Inc.
- 演出 - 吉田啓介
- 吹替翻訳 - 伊原奈津子
- 調整 - 藤田寛大
- 録音 - 村田涼

## 製作
2018年9月6日、アントニオ・カンポス監督の新作映画にトム・ホランド、ロバート・パティンソン、ミア・ワシコウスカ、クリス・エヴァンスが起用される見込みだと報じられた。2019年1月、ビル・スカルスガルドとエリザ・スカンレンの出演が決まった。2月14日、スケジュールの都合でエヴァンスが降板することになり、セバスチャン・スタンが代役として起用されたとの報道があった。20日、ヘイリー・ベネット、ライリー・キーオ、ジェイソン・クラークの起用が発表された。3月、ハリー・メリングがキャスト入りした。

### 撮影・音楽
本作の主要撮影は2019年2月19日にアラバマ州バーミングハムで始まり、同年4月19日に終了した。11月20日、ダニー・ベンジーとソーンダー・ジュリアーンズが本作で使用される楽曲を手掛けるとの報道があった。2020年9月16日、ABKCOレコーズが本作のサウンドトラックを発売した

## マーケティング
2020年8月3日、本作の劇中写真が初めて公開された。13日、本作のオフィシャル・トレイラーが公開された。

## 評価
本作は批評家から好意的に評価されている。映画批評集積サイトのRotten Tomatoesには156件のレビューがあり、批評家支持率は65%、平均点は10点満点で6.3点となっている。サイト側による批評家の見解の要約は「『悪魔はいつもそこに』のストーリーは人間の暗部へと沈潜していくばかりで、鑑賞が苦痛に感じられる者もいるだろう。しかし、出演者たちの見事な演技のお陰で、その欠点は相殺されている。」となっている。また、Metacriticには36件のレビューがあり、加重平均値は54/100となっている。